# Население Бахрейна
Население Бахрейна по данным на 1 июля 2020 года составляет 1 501 635 человека. Большая часть населения королевства проживает на северо-востоке страны в двух крупнейших городах — Манама и Мухаррак. В столичной агломерации Манамы проживает около 40 % населения всего королевства.

## Национальный состав
Население Бахрейна является многонациональным. В стране проживает примерно 1 719 000 человек. Из них:
| №  | Народ                             | Численность, чел. | Доля от всего населения, % |
| -- | --------------------------------- | ----------------- | -------------------------- |
| 1  | бахрейнцы                         | 906 000           | 52,7 %                     |
| 2  | персы                             | 226 000           | 13,1 %                     |
| 3  | арабы (за исключением бахрейнцев) | 168 000           | 9,8 %                      |
| 4  | пакистанцы                        | 78 000            | 4,5 %                      |
| 5  | малаяли                           | 63 000            | 3,7 %                      |
| 6  | курды                             | 60 000            | 3,5 %                      |
| 7  | тамилы                            | 43 000            | 2,5 %                      |
| 8  | тагалы                            | 35 000            | 2,0 %                      |
| 9  | гуджаратцы                        | 35 000            | 2,0 %                      |
| 10 | телугу                            | 35 000            | 2,0 %                      |
| 10 | керинчи                           | 27 000            | 1,6 %                      |
| 11 | британцы                          | 26 000            | 1,5 %                      |
| 12 | другие                            | 17 000            | 1,0 %                      |
|    | Всего                             | 1 719 000         | 100 %                      |

Бахрейнцы
Бахрейнцы — основное население королевства Бахрейн, относящаяся к арабским народам. Составляют около 53 % населения страны. Численность бахрейнцев в стране продолжает быстро расти, однако доля титульного народа сокращается из-за большого притока мигрантов в страну. В религиозном плане больше половины бахрейнцев придерживаются шиитского направления Ислама. Однако наиболее влиятельные роды и королевская семья являются суннитами.
Арабы
Кроме бахрейнцев, в стране также проживают и другие арабы. В основном это беженцы из Палестины и Ирака, которых Бахрейн приняла у себя. Кроме того в Бахрейне проживают потомки переселенцев из Восточной Африки, а также арабы-хола переселившиеся из Персии. Для всех них основным вероисповеданием является суннитское направление Ислама. Вместе с бахрейнцами, арабы составляют около 65 % всего населения королевства.
Персы
Персы — являются вторым по численности населения народом королевства, после арабов. В Бахрейне в основном проживает субэтническая группа персов — аджам. Персидские миграции в Бахрейн восходят ко временам персидских династий Ахеменидов и Сасанидов, когда остров являлся частью Персии. Ныне в королевстве проживает около 220 тыс. персов, что составляет около 13 % населения страны. Верующие — мусульмане-шииты. Отношения между арабами и аджамцами в регионе долгое время остаётся напряжённым. Кроме различий в религиозных течениях, это также связано с культурой возделывания вина, сохранившаяся у аджамцев с доисламских времён, что строго запрещено по Исламу.
Пакистанцы
Выходцев из Пакистана в королевстве с каждым годом становится больше. В основном это приезжие рабочие, которые официально не имеют гражданства в стране. Среди приезжих пакистанцев в основном распространён язык урду. Верующие мусульмане-сунниты.
Индийцы
Как и из Пакистана, в королевстве много выходцев из Индии. В основном это народы — малаяли, тамилы, гуджаратцы и телугу. Общая численность выходцев из Индии в стране оценивается в 180 тыс. человек. Основным вероисповеданием для переселенцев из Индии являются — ислам суннитского толка и индуизм.
Курды
Большинство курдов на территории Бахрейна появились после вторжения международной коалиции на Ирак в 2003 году. Верующие — мусульмане-сунниты.
Керинчи
За последние годы в стране резко увеличилось численность индонезийского народа — керинчи, которые как и выходцы из Пакистана и Индии, активно привлекаются как трудовые мигранты в страну. Верующие — мусульмане-сунниты.

## Поло-возрастной состав
Поло-возрастной состав королевства на 1 июля 2011 года:
| Возраст | Мужчины | Женщины | Всего   | Доля от всего населения, % |
| ------- | ------- | ------- | ------- | -------------------------- |
| 0-4     | 46 681  | 44 877  | 91 558  | 7,66                       |
| 5-9     | 42 537  | 40 692  | 83 229  | 6,96                       |
| 10-14   | 38 672  | 36 578  | 75 250  | 6,30                       |
| 15-19   | 37 759  | 34 936  | 72 695  | 6,08                       |
| 20-24   | 63 936  | 40 852  | 104 788 | 8,77                       |
| 25-29   | 117 047 | 50 654  | 167 701 | 14,03                      |
| 30-34   | 103 644 | 47 484  | 151 128 | 12,65                      |
| 35-39   | 83 978  | 39 709  | 123 687 | 10,35                      |
| 40-44   | 68 838  | 33 252  | 102 090 | 8,54                       |
| 45-49   | 51 082  | 29 088  | 80 170  | 6,71                       |
| 50-54   | 39 057  | 21 533  | 60 590  | 5,07                       |
| 55-59   | 24 174  | 13 286  | 37 460  | 3,13                       |
| 60-64   | 10 797  | 7 110   | 17 907  | 1,50                       |
| 65-69   | 5 176   | 4 822   | 9 998   | 0,84                       |
| 70-74   | 3 736   | 3 922   | 7 658   | 0,64                       |
| 75-79   | 2 180   | 2 399   | 4 579   | 0,38                       |
| 80-84   | 1 269   | 1 396   | 2 665   | 0,22                       |
| 85+     | 920     | 947     | 1 867   | 0,16                       |

| Возрастная группа | Мужчины | Женщины | Всего   | Доля от всего населения, % |
| ----------------- | ------- | ------- | ------- | -------------------------- |
| 0-14              | 127 890 | 122 147 | 250 037 | 20,92                      |
| 15-64             | 600 312 | 317 904 | 918 216 | 76,84                      |
| 65+               | 13 281  | 13 486  | 26 767  | 2,24                       |